# Saxlehner Emma

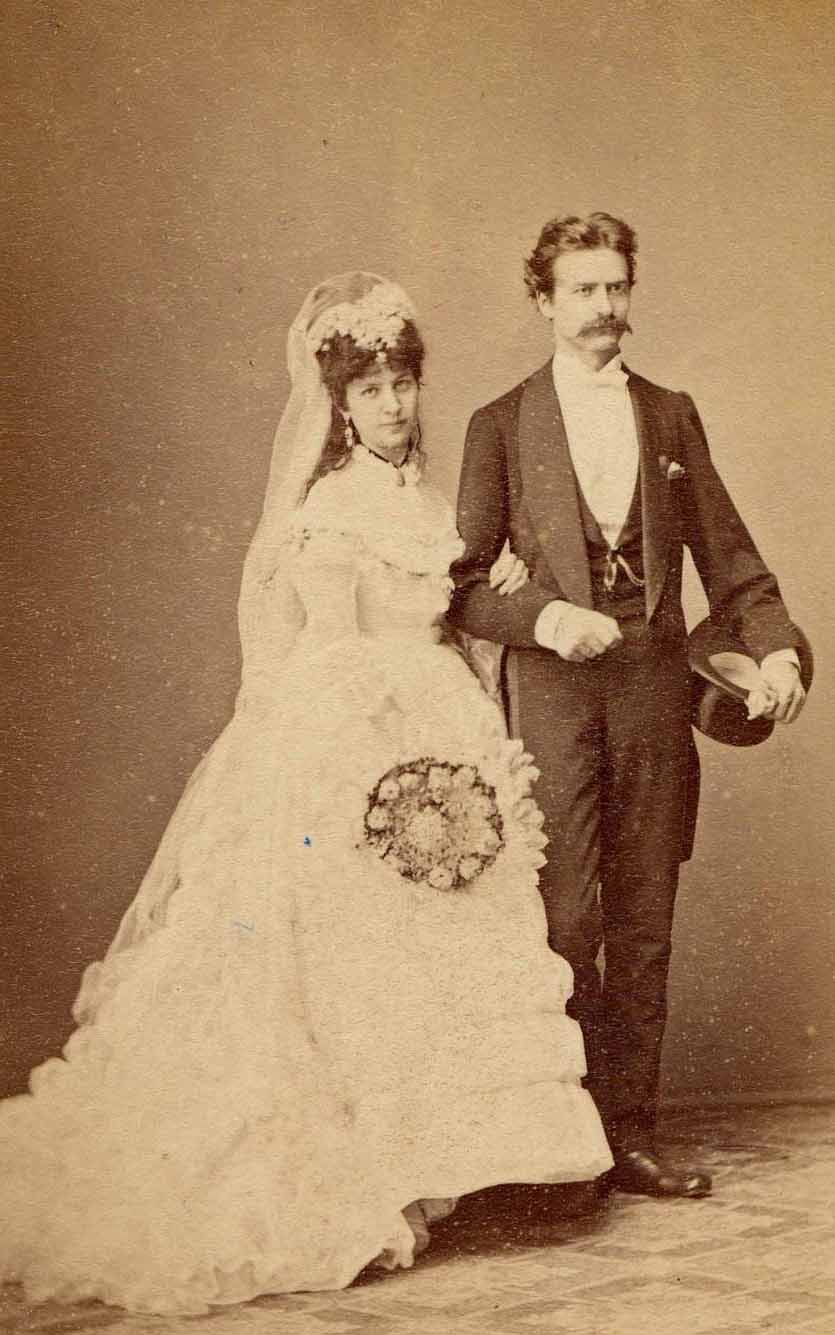
Férjével Kvassay Edével 1870-ben

Saxlehner Emma (Pest, 1849. szeptember 28. – Budapest, 1938. január 25.) magyar opera-énekesnő (alt), zenepedagógus.

## Életpályája
Tanítónői pályára készült és 1867-ben tiszta kitűnő oklevelet nyert az Angol Kisasszonyok budapesti zárdájában. Közben azonban a Nemzeti Zenedébe is járt éneket tanulni. Mestere Stoll Péter, korának leghíresebb énektanára volt. Első nyilvános fellépte Seiler, akkori híres német színész jutalomjátéka alkalmával volt, amikor is a felvonások közti hangversenyen lépett fel és Helvey Ilkával (későbbi Szentkirályi Albertné) énekelt egy duettet a Mártha c. operából. A zsúfolt nagy színházban óriási sikere volt, úgyhogy Radnótfáy Nagy Sámuel, a Nemzeti Színház akkori intendánsa, rögtön szerződtetési ajánlatot tett neki. El is szerződött 1868-ban a Nemzeti Színházhoz és ennek, majd később a Magyar Királyi Operának 21 évig működő tagja volt. Ez idő alatt 65 szerepet énekelt, többnyire drámai operákban. De népszínművekben is fellépett Blahánéval együtt. Egyik nevezetesebb fellépése volt, mikor a hangverseny-pódiumon Liszt-dalokat énekelt, a szerző sajátkezű kísérete mellett. A Budapesti Zenekedvelők Egyesülete tiszteletbeli tagjává választotta. Alt és mezzoszoprán szerepeket énekelt 1888-ig, visszavonulásáig. Ezt követően néhány évig zenepedagógusként tevékenykedett.
1870-ben ment először férjhez kvassói és brogyáni Kvassay Ede (1845-1927) kamarás, miniszter titkár, íróhoz, akitől 1877-ben elvált; újra férjhez ment (1885-ben) Cerri Gyula MÁV felügyelő, szolgálaton kívüli tüzérszázadoshoz (Fia: Cerri Károly, korvettkapitány, az első világháború alatt a süllyedő Zenta nevű hadihajóról való csodálatos menekülése által vált híressé.)

## Főbb szerepei
- Erkel Ferenc: Bánk bán - Gertrudis
- Verdi: Az álarcosbál - Ulrika
- Verdi: A trubadúr - Azucena
- Wagner: Lohengrin - Ortrud
- Wagner: A bolygó hollandi - Mary
- Wagner: A nürnbergi mesterdalnokok - Magdalena